# Kid Icarus: Of Myths and Monsters
Kid Icarus: Of Myths and Monsters är ett TV-spel till Game Boy som släpptes i november 1991 i USA och den 21 maj 1992 i Europa. Det är det andra spelet i Kid Icarus-serien. Pit har som uppgift att besegra demonen Orcos, som har invaderat kungariket Angel Land.